# Volkskünstler Albaniens

Illustration des Ordens

Der Titel Volkskünstler Albaniens (albanisch Artist i Popullit të Shqipërisë) war eine Auszeichnung, die von der Sozialistischen Volksrepublik Albanien an Künstler in den bereichen Theater, Musik und Kino vergeben wurde. Für Schaffende der bildenden Kunst gab es die Titel Maler des Volkes (Piktor i Popullit) und Bildhauer des Volkes (Skulptor i Popullit). Die Auszeichnungen wurden 1960 per Gesetz geschaffen und 1980 angepasst. Durch eine Gesetzesänderung im Jahr 1996 wurde die Auszeichnung abgeschafft und neu der Titel „Großer Meister der Arbeit“ eingeführt, der vom Staatspräsidenten für Erfolge in Wissenschaft, Kunst, Sport, Wirtschaft und anderen Bereichen verliehen werden konnte. Diese Auszeichnung wurde im Jahr 2001 durch den Titel „Großer Meister“ ersetzt.
Zu den Ausgezeichneten gehören die berühmtesten Komponisten, Tänzer, Sänger, Theater- und Filmregisseure sowie Schauspieler des Landes. In der Regel wurden Künstler ausgezeichnet, die mindestens 40 Jahre alt waren. Ausnahmen wurden für Balletttänzer gemacht.

## Ausgezeichnete (Auswahl)

### Schauspieler
- Demir Hyskja (1937–2016)[5]
- Dhimitër Orgocka (* 1936)[6]
- Kadri Roshi (1924–2007)[7]
- Kujtim Spahivogli (1932–1987) – Regisseur, postum ausgezeichnet[8]
- Lec Shllaku (1921–2007) – Schauspieler und Regisseur[9]
- Loro Kovaçi (1903–1966)[10]
- Margarita Xhepa (1932–2025)[11]
- Marie Logoreci (1920–1988)[12]
- Melpomeni Çobani (1928–2016)[13]
- Mihal Luarasi (1929–2017)[14]
- Mihal Popi (1909–1979) – Schauspieler und Fotograf[15]
- Naim Frashëri (1923–1975)[16]
- Ndrek Luca (* 1927)[17]
- Nikolin Xhoja (1926–1987)[18]
- Pjetër Gjoka (1912–1982)[19]
- Robert Ndrenika (* 1942)[20]
- Reshat Arbana (* 1940)[21]
- Sandër Prosi (1920–1985)[22]
- Skënder Sallaku (1935–2014) – Schauspieler und Zirkusclown[23]
- Sulejman Pitarka (1924–2007) – Schauspieler und Filmregisseur[24]
- Tano Banushi (1927–1993)[25]
- Tinka Kurti (* 1932)[26]
- Tonin Harapin (1926–1992)[27]
- Vangjush Furxhi (1943–2001) – Schauspieler und Regisseur[28]
- Violeta Manushi (1926–2007)[29]

### Autoren
- Andrea Skanjeti (1906–1992)[30]

### Filmproduzenten, Regisseure
- Dhimitër Anagnosti (* 1936)[31]
- Kristaq Dhamo (* 1933)[32]
- Pandi Stillu (1914–1970) – Regisseur, postum 1979 ausgezeichnet[33]
- Piro Milkani (* 1939)[34]
- Pirro Mani (* 1932) – Regisseur[35]
- Viktor Gjika (1937–2009)[36]
- Xhanfise Keko (1928–2007)[37]

### Sänger
- Avni Mula (* 1928)[38]
- Ibrahim Tukiqi (* 1926)[39]
- Kristaq Antoniu (1909–1979)[40]
- Marie Kraja (1911–1999)[41]
- Mentor Xhemali (1924–1992)[42]
- Tefta Tashko-Koço (1910–1947) – postum verliehen[43]
- Vaçe Zela (1939–2014)[44]

### Musikdirektoren und Komponisten
- Çesk Zadeja (1927–1997)[45]
- Dhora Leka (1923–2006)[45]
- Feim Ibrahimi (1936–1997)[45]
- Kristo Kono (1907–1991) – Komponist[46]
- Mustafa Krantja (1921–2002) – klassischer Komponist[47]
- Nikolla Zoraqi (1929–1991) – Komponist[48]
- Pjetër Gaci (1931–1995)[49]
- Rifat Teqja (1928–2013)[50]
- Tish Daija (1926–2003)[51]

### Artisten
- Telat Agolli (1932–2016) – Zirkusakrobat[52]

### Maler des Volkes
- Abdurrahim Buza (1905–1986)[53]
- Sali Shijaku (1933–2022)[54]
- Agim Zajmi (1936–2013)[55]
- Ismail Lulani (1939–2002)[56]
- Sadik Kaceli (1914–2000)[57]
- Vangjush Mio (1891–1957) – postum verliehen[58]

### Bildhauer des Volkes
- Shaban Hadëri (1928–2010)[54]
- Muntaz Dhrami (* 1936)[59]
- Odhise Paskali (1903–1985)[60]